# Marian Sokołowski (botanik)
Marian Piotr Sokołowski (ur. 22 lutego 1894 w Wiedniu, zm. 18 stycznia 1939 w Warszawie) – oficer Legionów Polskich i Wojska Polskiego, botanik, leśnik, taternik, alpinista, działacz na rzecz ochrony przyrody.

## Życiorys
Był synem pioniera polskiego leśnictwa Stanisława Sokołowskiego i Agnieszki z Walczaków, bratem Adama, Stanisława, Witolda, Jana i Zofii.
Studia leśnicze musiał przerwać ze względu na wybuch I wojny światowej, podczas której walczył w Legionach Polskich, w kompanii technicznej. 1 sierpnia 1916 roku awansował na chorążego. Później służył w Wojsku Polskim, a po 1921 wrócił do studiów, które ukończył w roku 1923. 3 maja 1922 roku został zweryfikowany w stopniu kapitana ze starszeństwem z dniem 1 czerwca 1919 roku i 157. lokatą w korpusie oficerów inżynierii i saperów. Do 1923 roku pełnił służbę w 2 pułku saperów w Puławach. W następnym roku został przeniesiony do rezerwy. Posiadał przydział w rezerwie do 2 pułku saperów.
Po zdobyciu doktoratu (1924) podjął pracę w Zakładzie Doświadczalnym Państwowego Instytutu Naukowego Gospodarstwa Wiejskiego w Puławach. W latach 1926–1928 pracował jako asystent Instytutu Botanicznego Uniwersytetu Jagiellońskiego, a następnie w Szkole Głównej Gospodarstwa Wiejskiego, gdzie w 1935 r. mianowano go profesorem. Zajmował się głównie fitogeografią, fitosocjologią, hodowlą lasu i ochroną przyrody. Brał udział w pionierskiej pracy nad zespołami roślinnymi Tatr pod kierunkiem prof. Władysława Szafera. Walczył o stworzenie Tatrzańskiego Parku Narodowego. Był członkiem Państwowej Rady Ochrony Przyrody.
Od 1924 roku był współpracownikiem Komisji Fizjograficznej Polskiej Akademii Umiejętności.
Był jednym z wybitniejszych polskich taterników okresu międzywojennego. Dokonał wielu pierwszych wejść, specjalizował się głównie we wspinaczce zimowej. Traktował taternictwo jako połączenie sportu, nauki i sztuki. Z bratem Adamem rozpoczął wędrówki po Tatrach jeszcze przed I wojną światową, po wojnie zaczęli zajmować się też taternictwem. Także pozostali bracia Sokołowscy brali udział we wspinaczkach, jednak to Marian i Adam osiągnęli największe sukcesy. W latach powojennych wokół Mariana Sokołowskiego utworzyła się grupa nazywana Sokołowszczyzną, do której oprócz Adama należeli też Karol Wallisch, Jan Kazimierz Dorawski, Kazimierz Mischke i inni. Na bazie Sokołowszczyzny w 1924 roku powstawała Sekcja Taternicka AZS w Krakowie, której pierwszym prezesem (1924–1928) został Marian Sokołowski. W latach 1935–1936 i 1937–1939 pełnił funkcję pierwszego prezesa Klubu Wysokogórskiego. W tym czasie udało się zorganizować liczne wyprawy górskie w dalsze rejony, m.in. w Kaukaz pod kierunkiem samego Sokołowskiego.
Po zakończeniu wojny jego prochy zostały przeniesione na Cmentarz Zasłużonych na Pęksowym Brzyzku (kw. L-I-2). Został odznaczony honorowym członkostwem Klubu Wysokogórskiego (1937).

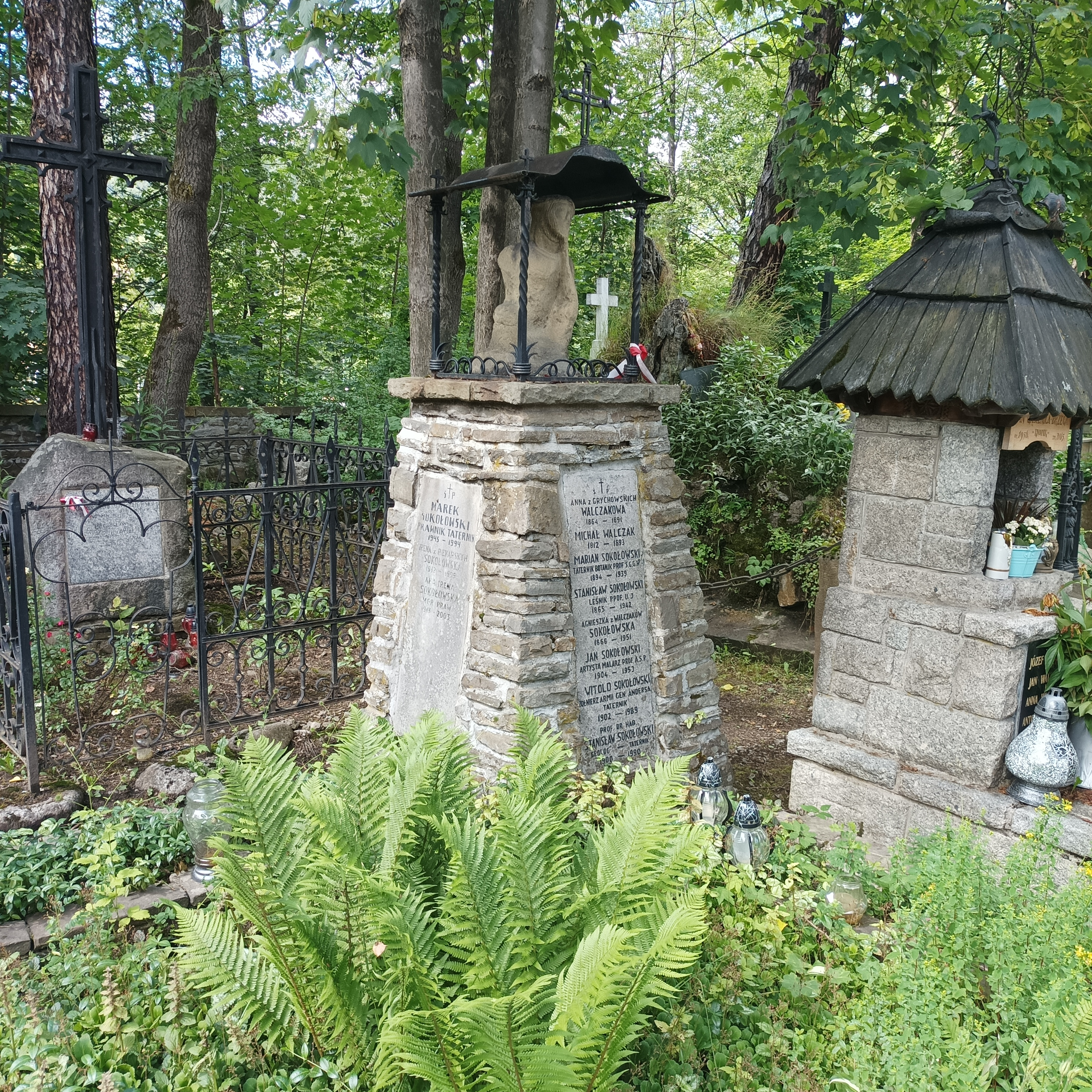
Grób Mariana Sokołowskiego na Cmentarzu na Pęksowym Brzyzku

## Ordery i odznaczenia
- Krzyż Niepodległości – 29 grudnia 1933 „za pracę w dziele odzyskania niepodległości”[8]
- Krzyż Walecznych „za czyny męstwa i odwagi wykazane w bojach toczonych w latach 1918–1921” – czterokrotnie

## Osiągnięcia taternickie
- pierwsze przejście północną ścianą Koziego Wierchu (1921, z bratem Adamem),
- powtórzenie przejścia południową ścianą Zamarłej Turni (1923, z bratem Adamem),
- pierwsze zimowe przejście grani ze Świnicy na Zawrat (kwiecień 1924, z bratem Adamem oraz Markiem Korowiczem),
- pierwsze zimowe przejście grani Czarnych Ścian (kwiecień 1924, z bratem Adamem oraz Kazimierzem Mischke),
- pierwsze zimowe wejście na Hrubą Turnię (luty 1926, z Zofią Krókowską i Jerzym Krókowskim),
- próba pierwszego przejścia północno-wschodniej ściany Rumanowego Szczytu (1926, z Janem Kazimierzem Dorawskim, Korowiczem, Stefanem Makowskim i Mieczysławem Szczuką),
- drugie zimowe przejście północnej ściany Łomnicy (kwiecień 1927, z Dorawskim, Witoldem Dobrowolskim i Janem Dürrem),
- zimowe wejście na Mały Durny Szczyt (kwiecień 1934, z Jakubem Bujakiem i Maciejem Zajączkowskim),
- zimowe przejście przez Pośrednią Grań i Małą Pośrednią Grań (kwiecień 1935, z Zajączkowskim)[2].

## Publikacje
- Limba w Tatrach Polskich, [w:] „Wierchy” 2/1924,
- Wiatr halny i wpływ jego na roślinność, [w:] „Przyrodnik” 1/1924,
- Taternictwo a ochrona przyrody, [w:] „Ochrona Przyrody” 4/1924,
- Po śnieżnej grani, [w:] „Wierchy” 3/1925,
- O wprowadzeniu ochrony przyrody do nauczania szkolnego, [w:] „Ochrona Przyrody” 5/1925,
- Wspomnienia zimowe z Koziego Wierchu, [w:] „Orli Lot” 6/1925,
- O istocie i drogach nowoczesnego taternictwa, [w:] „Taternik” 1925,
- Die Pflanzenassoziationen der nördlich vom Giewont gelegenen Täler, [w:] „Bulletin International de l’Académie Polonaise des Sciences et des Lettres (Cracovie), Classe des Sciences Mathématiques et Naturelles”, wraz z Władysławem Szaferem, 1926,
- Zespoły roślinne i flora doliny Morskiego Oka, [w:] „Rozprawy Wydziału Matematyczno-przyrodniczego Polskiej Akademii Umiejętności”, wraz z Bogumiłem Pawłowskim i Karolem Wallischem, 1927,
- Wiatry w Tatrach, [w:] „Wierchy” 5/1927,
- Porażka, [w:] „Wierchy” 5/1927,
- O górnej granicy lasu w Tatrach, Kraków 1928,
- Utrwalenie moreny nad Morskim Okiem, [w:] „Ochrona Przyrody” 7/1928,
- Paszenie w lasach i jego wpływ na życie lasu, [w:] „Sylwan” 47/1929,
- Projekt rezerwatu limbowego w Dolinie Suchej Kasprowej, [w:] „Ochrona Przyrody” 13/1933,
- Szkody od powału w lasach tatrzańskich i sposoby zapobiegania im w zakresie hodowli lasu, Kraków 1934,
- Szata roślinna Tatr Polskich[9], Zakopane 1935,
- Wantule, [w:] „Ochrona Przyrody” 16/1936, wraz ze Stanisławem Sokołowskim juniorem,
- O szacie leśnej Tatr, [w:] „Wierchy” 16/1938, wraz z Maciejem Zajączkowskim,
- Lasy urwiskowe, [w:] „Przyroda i Technika” 17/1938, wraz z Maciejem Zajączkowskim[1].